# Bob Gerard
Frederick Robert „Bob“ Gerard (* 19. Januar 1914 in Leicester; † 26. Januar 1990 ebenda) war ein britischer Automobilrennfahrer.

## Karriere
Gerard begann seine Rennkarriere 1933. Mit einem Riley bestritt er Berg- und Rundstreckenrennen. Nach dem Zweiten Weltkrieg nahm er mit ERA-Wagen an Rennen teil und blieb dieser Marke einige Jahre verbunden, auch, als es bessere Fahrzeuge gab. 1947 gewann Gerard die Ulster Trophy in Nordirland und die British Empire Trophy auf der Isle of Man. Er wurde 1948 Dritter beim Grand Prix von Großbritannien 1948 und Zweiter beim gleichen Rennen 1949.
In Rennen der Formel-1-Weltmeisterschaft trat Gerard sporadisch an. Zunächst fuhr er ERA-Wagen, dann Cooper-Modelle, mit denen er bis 1957 startete. Dreimal belegte er sechste Plätze, für die es damals allerdings noch keine Weltmeisterschaftspunkte gab. Daneben bestritt Gerard Sportwagenrennen.
Nach seinem Rücktritt vom aktiven Rennsport blieb Gerard bis in die 1980er-Jahre als Rennstallbesitzer dem Motorsport verbunden.

## Statistik

### Statistik in der Automobil-Weltmeisterschaft

#### Gesamtübersicht
| Saison | Team       | Chassis    | Motor          | Rennen | Siege | Zweiter | Dritter | Poles | schn. Rennrunden | Punkte | WM-Pos. |
| ------ | ---------- | ---------- | -------------- | ------ | ----- | ------- | ------- | ----- | ---------------- | ------ | ------- |
| 1950   | Bob Gerard | ERA B-Type | ERA 1.5 L6s    | 1      | −     | −       | −       | −     | −                | −      | NC      |
| 1950   | Bob Gerard | ERA A-Type | ERA 1.5 L6s    | 1      | −     | −       | −       | −     | −                | −      | NC      |
| 1951   | Bob Gerard | ERA B-Type | ERA 1.5 L6s    | 1      | −     | −       | −       | −     | −                | −      | NC      |
| 1953   | Bob Gerard | Cooper T23 | Bristol 2.0 L6 | 2      | −     | −       | −       | −     | −                | −      | NC      |
| 1954   | Bob Gerard | Cooper T23 | Bristol 2.0 L6 | 1      | −     | −       | −       | −     | −                | −      | NC      |
| 1956   | Bob Gerard | Cooper T23 | Bristol 2.0 L6 | 1      | −     | −       | −       | −     | −                | −      | NC      |
| 1957   | Bob Gerard | Cooper T43 | Bristol 2.2 L6 | 1      | −     | −       | −       | −     | −                | −      | NC      |
| Gesamt | Gesamt     | Gesamt     | Gesamt         | 8      | −     | −       | −       | −     | −                | −      |         |

#### Einzelergebnisse
| Saison | 1 | 2 | 3 | 4  | 5   | 6 | 7 | 8 | 9 |
| ------ | - | - | - | -- | --- | - | - | - | - |
| 1950   |   |   |   |    |     |   |   |   |   |
| 6      | 6 |   |   |    |     |   |   |   |   |
| 1951   |   |   |   |    |     |   |   |   |   |
|        |   |   |   | 11 |     |   |   |   |   |
| 1953   |   |   |   |    |     |   |   |   |   |
|        |   |   |   | 11 | DNF |   |   |   |   |
| 1954   |   |   |   |    |     |   |   |   |   |
|        |   |   |   | 10 |     |   |   |   |   |
| 1956   |   |   |   |    |     |   |   |   |   |
|        |   |   |   |    | 11  |   |   |   |   |
| 1957   |   |   |   |    |     |   |   |   |   |
|        |   |   |   | 6  |     |   |   |   |   |

| Legende  | Legende            | Legende                                                          |
| Farbe    | Abkürzung          | Bedeutung                                                        |
| -------- | ------------------ | ---------------------------------------------------------------- |
| Gold     | –                  | Sieg                                                             |
| Silber   | –                  | 2. Platz                                                         |
| Bronze   | –                  | 3. Platz                                                         |
| Grün     | –                  | Platzierung in den Punkten                                       |
| Blau     | –                  | Klassifiziert außerhalb der Punkteränge                          |
| Violett  | DNF                | Rennen nicht beendet (did not finish)                            |
| Violett  | NC                 | nicht klassifiziert (not classified)                             |
| Rot      | DNQ                | nicht qualifiziert (did not qualify)                             |
| Rot      | DNPQ               | in Vorqualifikation gescheitert (did not pre-qualify)            |
| Schwarz  | DSQ                | disqualifiziert (disqualified)                                   |
| Weiß     | DNS                | nicht am Start (did not start)                                   |
| Weiß     | WD                 | zurückgezogen (withdrawn)                                        |
| Hellblau | PO                 | nur am Training teilgenommen (practiced only)                    |
| Hellblau | TD                 | Freitags-Testfahrer (test driver)                                |
| ohne     | DNP                | nicht am Training teilgenommen (did not practice)                |
| ohne     | INJ                | verletzt oder krank (injured)                                    |
| ohne     | EX                 | ausgeschlossen (excluded)                                        |
| ohne     | DNA                | nicht erschienen (did not arrive)                                |
| ohne     | C                  | Rennen abgesagt (cancelled)                                      |
| ohne     | keine WM-Teilnahme |                                                                  |
| sonstige | P/fett             | Pole-Position                                                    |
| sonstige | 1/2/3/4/5/6/7/8    | Punktplatzierung im Sprint-/Qualifikationsrennen                 |
| sonstige | SR/kursiv          | Schnellste Rennrunde                                             |
| sonstige | *                  | nicht im Ziel, aufgrund der zurückgelegten Distanz aber gewertet |
| sonstige | ()                 | Streichresultate                                                 |
| sonstige | unterstrichen      | Führender in der Gesamtwertung                                   |

### Le-Mans-Ergebnisse
| Jahr | Team                         | Fahrzeug                   | Teamkollege  | Platzierung | Ausfallgrund |
| ---- | ---------------------------- | -------------------------- | ------------ | ----------- | ------------ |
| 1953 | Automobiles Frazer Nash Ltd. | Frazer Nash Mk.II LM Coupé | David Clarke | Ausfall     | Motorschaden |

### Einzelergebnisse in der Sportwagen-Weltmeisterschaft
| Saison | Team        | Rennwagen           | 1   | 2   | 3   | 4   | 5   | 6   | 7   |
| ------ | ----------- | ------------------- | --- | --- | --- | --- | --- | --- | --- |
| 1953   | Frazer Nash | Frazer Nash Le Mans | SEB | MIM | LEM | SPA | NÜR | RTT | CAP |
| 1953   | Frazer Nash | Frazer Nash Le Mans |     |     | DNF |     |     | 8   |     |